# Chinattus emeiensis
Chinattus emeiensis là một loài nhện trong họ Salticidae.
Loài này thuộc chi Chinattus. Chinattus emeiensis được Peng & Xie miêu tả năm 1995.